# نظام الوحدات الفلكي
نظام الوحدات الفلكي ، يسمّى رسميا نظام الاتحاد الفلكي الدولي (1976) للثوابت الفلكية (بالإنجليزية: IAU (1976) System of Astronomical Constants)‏
نظام الوحدات الفلكي عبارة عن نظم قياس وضع لاستخدامه في علم الفلك. وقد اعتمدة الاتحاد الفلكي الدولي في دورته السادسة عشرة في غرونوبل الفرنسية عام 1976 وقد تم تحديثه بشكل كبير في عامي 1994 و 2009.
وقد تم تطوير النظام بسبب صعوبات القياس والتعبير عن البيانات الفلكية في نظام الوحدات الدولي وعلى وجه الخصوص، بسبب وجود كمية هائلة من البيانات المتعلقة بمواقع الأجرام الفلكية داخل النظام الشمسي التي لا يمكن التعبير عنها أو معالجتها في وحدات نظام الوحدات الدولية. ومن خلال عدد من التعديلات، يعترف النظام الفلكي للوحدات الآن صراحة بنتائج النسبية العامة، التي تعد إضافة ضرورية لنظام الوحدات الدولي من أجل معالجة البيانات الفلكية بدقة.
نظام الوحدات الفلكي هو نظام ثلاثي الأبعاد، من حيث أنه يحدد وحدات الطول والكتلة والوقت.وتحدد الثوابت الفلكية المرتبطة أيضا الأطرات المرجعية المختلفة اللازمة للإبلاغ عن الملاحظات.

## الوحدات
يشمل نظام الاتحاد الفلكي الدولي (1976) للثوابت الفلكية 3 وحدات فلكية أساسية:

### وحدة الزمن الفلكية
وحدة الزمن الفلكية ، أي اليوم (D)،مرتبطة بثانية نظام الوحدات الدولي بواسطة رقم محدد (اليوم=86400 ثانية) ودورها هو توفير وحدة زمن بمقدار «مناسب» لعلم الفلك، من 365.25 يوم (سنة يوليانية).

### وحدة الكتلة الفلكية
وحدة الكتلة الفلكية هي الكتلة الشمسية (M☉) كتلة الشمس(M☉ = (1.98855±0.00025)×1030 كـغ).وهى الوسيلة القياسية للتعبير عن الكتلة في علم الفلك، وتستخدم لوصف كتل النجوم والمجرات الأخرى.
|              | كتلة الشمس |
| ------------ | ---------- |
| كتلة شمسية   | 1          |
| كتلة المشتري | 1048       |
| كتلة الأرض   | 332950     |

## وحدة الطول الفلكية
تعرف وحدة المسافة الفلكية الآن على أنها بالضبط 149,597,870,700 متر. وهى تساوي تقريبا متوسط المسافة بين الأرض والشمس.

### وحدات أخرى للمسافات الفلكية
| المدى الفلكي                          | وحدات نموذجية         |
| ------------------------------------- | --------------------- |
| المسافات إلى الأقمار الصناعية         | كيلومترات             |
| المسافات إلى الأجسام القريبة من الأرض | المسافة القمرية       |
| المسافات الكوكبية                     | وحدة فلكية- غيغا متر  |
| المسافات إلى النجوم القريبة           | فرسخ فلكي -سنة ضوئية  |
| المسافات في نطاق المجري               | الف فرسخ فلكي         |
| المسافات إلى المجرات القريبة          | مليون فرسخ فلكي       |
| المسافات إلى المجرات البعيدة          | مقدار الانزياح الأحمر |

المسافات إلى المجرات البعيدة عادة لا يتم اقتباسها من وحدات المسافة على الإطلاق، ولكن بدلا من ذلك يستخدم الانزياح الأحمر.